# جمهوری ارمنستان کوهستانی
جمهوری ارمنستان کوهستانی (به ارمنی: Լեռնահայաստանի Հանրապետութիւն) که به اختصار با نام ارمنستان کوهستانی (Լեռնահայաստան) نیز شناخته می‌شود، یک دولت ضدبلشویکی ارمنی بود که قلمرو آن تقریباً با محدوده استان‌های وایوتس‌جور و سیونیک در ارمنستان امروزی و بخش‌هایی از جمهوری آذربایجان (به‌ویژه جمهوری خودمختار نخجوان) در غرب مطابقت دارد. این دولت توسط گارگین نژده فرمانده نظامی و متفکر سیاسی ارمنی و یارانش با حمایت نیروهای چریکی محلی پس از سرکوب خیزش فوریه در آوریل ۱۹۲۱ بنیان‌گذاری شد. هیچ کشوری جمهوری ارمنستان کوهستانی را به رسمیت نشناخت اما تا اواسط ژوئیه همان سال وجود داشت.
در سال‌های ۱۹۲۱–۱۹۲۰ با ارتش ارمنی ۱۵٬۰۰۰ نفری ژنرال نژده و سربازان بسیار با انگیزه او تلفات سنگینی به ارتش کمالیستی ترکیه با بیش از ۱۰۰٬۰۰۰ نیرو که از غرب (آنکارا) می‌آمدند و ارتش سرخ شوروی با بیش از ۱۵۰٬۰۰۰ نیرو که از شرق (باکو) می‌آمدند، وارد کرد.

## پس‌زمینه

### پس از جنگ جهانی اول
پس از جنگ جهانی اول، با امضای معاهده سور و به دنبال آن کنفرانس صلح پاریس، متفقین قول داده بودند که ترکان جوان را مجازات کرده و برخی از شش ولایت ارمنی شرق امپراتوری عثمانی، اگر نه همه آنها را، به‌عنوان پاداش به جمهوری نوپای ارمنستان دهند. با این حال، متفقین بیشتر نگران انعقاد معاهدات صلح با آلمان و سایر اعضای اروپایی قدرت‌های محور بودند. در مسائل مربوط به خاور نزدیک، قدرت‌های اصلی غربی شامل پادشاهی بریتانیا، فرانسه، ایتالیا و ایالات متحده آمریکا منافع متضادی بر سر حوزه‌های نفوذی که قرار بود در اختیار بگیرند، داشتند. در حالی که اختلافات داخلی فلج‌کننده‌ای بین متفقین وجود داشت، ایالات متحده تمایلی به پذیرش قیمومت ارمنستان نداشت. در همان زمان، جمهوری فدراتیو سوسیالیستی روسیه شوروی که به تازگی تشکیل شده بود و نهضت ملی ترکیه، هر دو به تصرف منطقه قفقاز شامل ارمنستان چشم دوخته بودند.: ۲۰  بلشویک‌ها با نهضت ملی ترکیه به دلیل مخالفت متقابل آنها با قدرت‌های غربی یا آن‌طور که بلشویک‌ها به آن اشاره می‌کردند «امپریالیسم غربی»، همدلی داشتند. از این رو دولت شوروی با ملی‌گرایان ترک متحد شد و برای آنها طلا و اسلحه فرستاد. این کار برای ارمنی‌ها فاجعه بار بود، و سرانجام ارمنستان غربی به دست نیروهای مهاجم افتاد.

### شوروی‌شدن ارمنستان
جمهوری نخست ارمنستان در اواخر سال ۱۹۲۰ جای خود را به قدرت کمونیستی داد. تهاجم ارتش سرخ یازدهم شوروی به جمهوری نخست ارمنستان در ۲۹ نوامبر ۱۹۲۰ آغاز شد. انتقال واقعی قدرت در ۲ دسامبر در ایروان انجام شد، زمانی که رهبری ارمنستان اولتیماتوم داده‌شده توسط بوریس لگران، نماینده تام‌الاختیار شوروی را تأیید کرد. ارمنستان با پیوستن به حوزه شوروی موافقت کرد و از آن طرف، روسیه شوروی موافقت کرد که از قلمرو باقی‌مانده ارمنستان در برابر ارتش در حال پیشروی ترکیه محافظت کند. شوروی همچنین متعهد شد که برای بازسازی ارتش، حفاظت از مردم ارمنی و آزار و اذیت غیرکمونیست‌ها اقداماتی انجام دهد، اگرچه شرط نهایی این تعهد در زمانی که داشناک مجبور به خروج از کشور شدند، نادیده گرفته شد. دولت شوروی پیشنهاد الحاق مناطق ارمنی ناگورنو-قره‌باغ و استان سیونیک به جمهوری سوسیالیستی آذربایجان شوروی را ارائه کرد. این مرحله به شدت توسط گارگین نژده رد شد و او در ۲۵ دسامبر ۱۹۲۰ سیونیک را به عنوان یک منطقه خودگردان اعلام کرد. در ژانویه ۱۹۲۱ دراستامات کانایان با ارسال تلگرامی به نژده، پیشنهاد شوروی‌شدن سیونیک را داد که از طریق آن می‌توانستند حمایت دولت بلشویک را در حل مشکلات سرزمین‌های ارمنی به دست آورند. نژده از سیونیک خارج نشد و به مبارزه با ارتش سرخ و آذربایجان شوروی ادامه داد.

## اعلام موجودیت

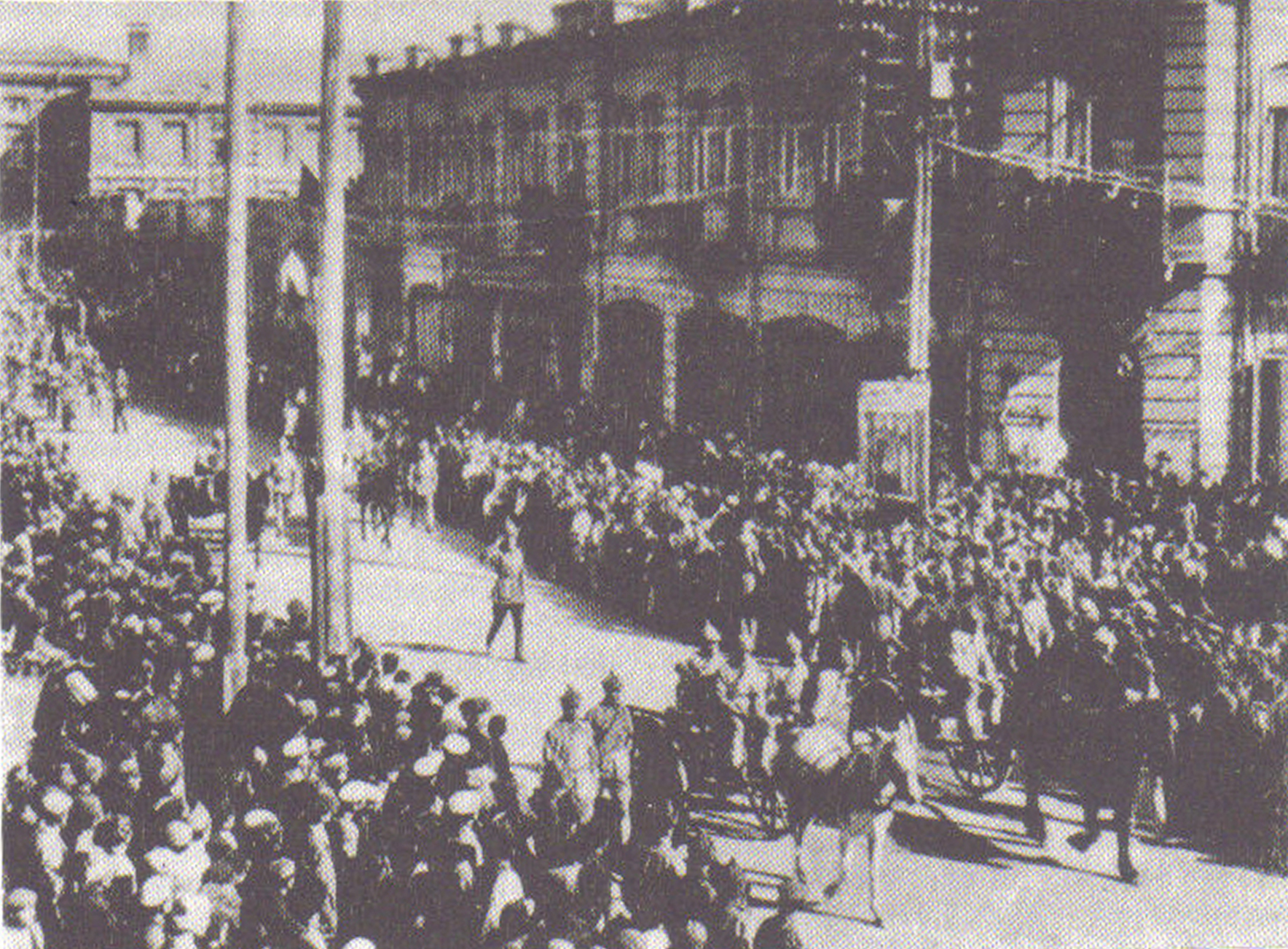
ارتش سرخ یازدهم شوروی در سال ۱۹۲۰ وارد ایروان شد و عملاً به خودمختاری ارمنستان پایان داد.

در ۱۸ فوریه ۱۹۲۱، فدراسیون انقلابی ارمنی (ARF) یک شورش ضد شوروی را در ایروان رهبری کرد و قدرت را به دست گرفت. فدراسیون انقلابی ارمنی تقریباً ۴۲ روز ایروان و مناطق اطراف آن را در کنترل داشت تا اینکه در آوریل ۱۹۲۱ از نیروهای ارتش سرخ که از نظر عددی برتر از آنها بودند، شکست خوردند. رهبران اسن شورش سپس به منطقه سیونیک عقب‌نشینی کردند.
در ۲۶ آوریل ۱۹۲۱، دومین کنگره پان زنگزور در صومعه تاتو برگزار شد و استقلال مناطق خودگردان دارالکیاز (وایوتس‌جور)، زنگزور و آرتساخ کوهستانی را تحت نام جمهوری ارمنستان کوهستانی اعلام کرد. جمهوری ارمنستان کوهستانی بعداً در ۱ ژوئن ۱۹۲۱ به جمهوری ارمنستان تغییر نام داد.